# Arma non letale

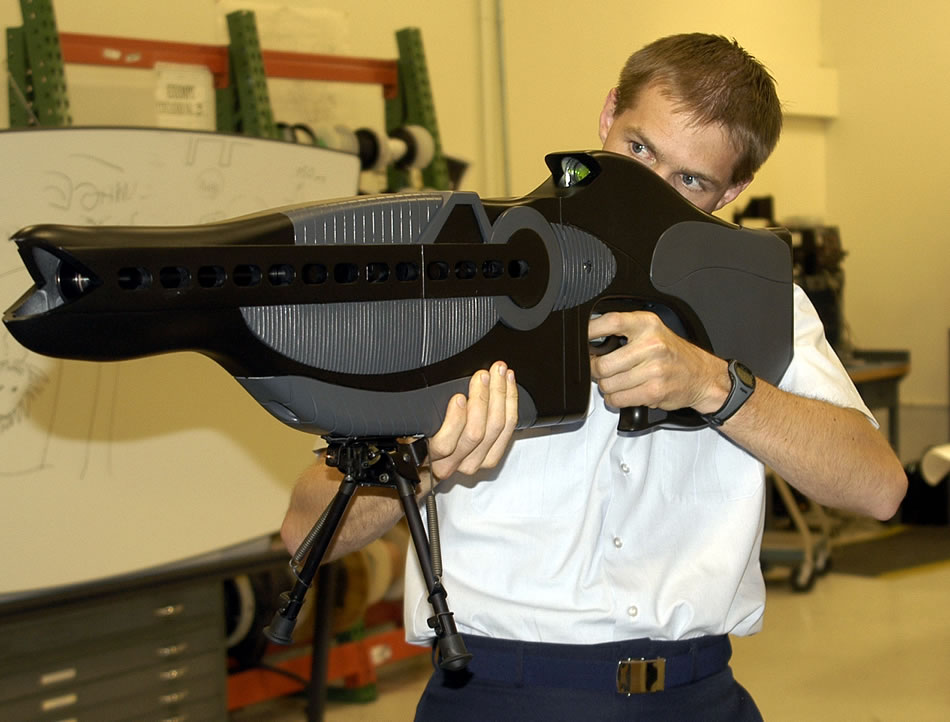
Un raggio abbagliante, esempio di arma non letale

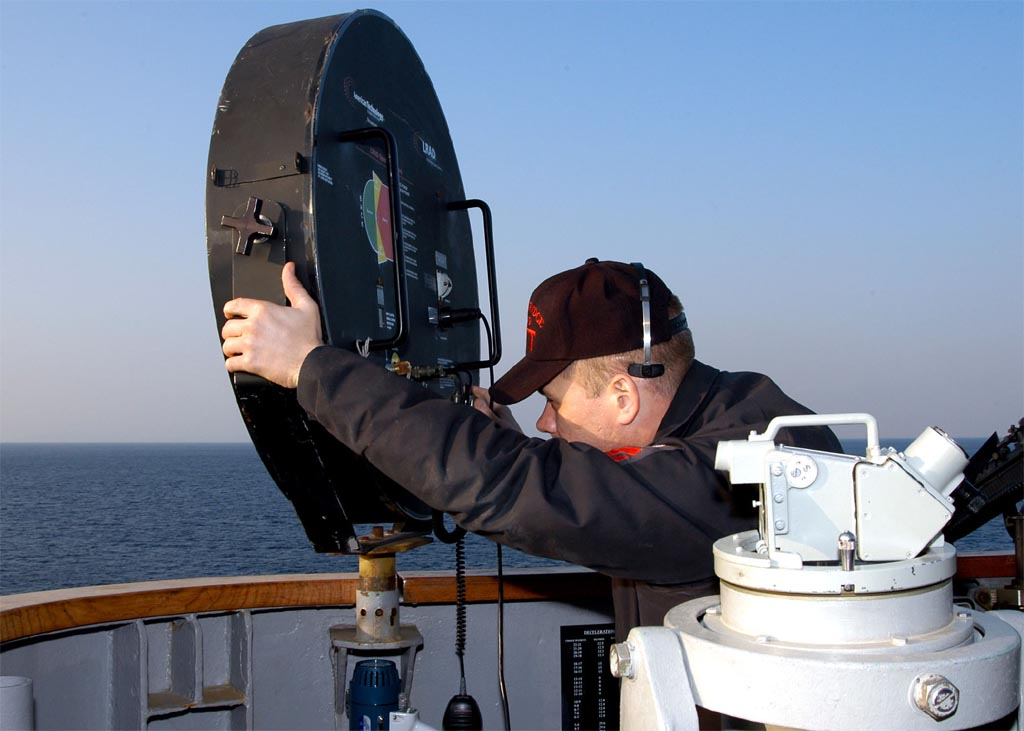
Un LRAD

L'arma non letale (in inglese less-lethal weapon ovvero lett.: arma meno letale), anche detta arma inabilitante, è un particolare tipo di arma, atta a fermare o comunque bloccare persone, gruppi di persone, materiali o mezzi.

## Caratteristiche
Spesso questo tipo di armi vengono usate per autodifesa o sono impiegate dalle forze di polizia per sedare proteste, rivolte e sommosse riducendo il rischio di causare danni gravi o fatali ai bersagli. Questo tipo di armi colpiscono, puniscono e scoraggiano i bersagli, ma, almeno in linea teorica, non dovrebbero uccidere, in quanto sono state sviluppate per essere, a parità di numero di utilizzi rispetto, ad esempio, ad armi da fuoco o bianche, molto meno letali, ovvero causare in percentuale meno ferite fatali nei soggetti colpiti, in operazioni di polizia e anti-sommossa.
Nel tempo, continuando le sperimentazioni e l'utilizzo di nuovi materiali, si sta comunque procedendo in direzione della non-letalità garantita.

## Tipologie
Questa tipologia di arma può essere classificata a seconda della tecnologia che impiega: optoelettronica, acustica, chimica-batteriologica, informatica o cinetica.

### Area optoelettronica
Rientrano in questa area ad esempio i fumogeni multispettrali, i laser a bassa energia, gli impulsi elettromagnetici.

### Area acustica
Rientrano in questa area i generatori di ultrasuoni, ovvero suoni ad una frequenza molto alta che possono causare disorientamento e vomito.
Queste armi sono state usate anche per tentare di respingere attacchi di pirati contro imbarcazioni mercantili al largo delle coste della Somalia, ed il loro uso è servito ad evitare diversi attacchi (anche se a volte non è stato sufficiente).

### Area chimica-batteriologica
Rientrano in questa categoria ad esempio gli agenti calmanti, biologici, le colle e gli antiaderenti, così come le schiume, i supercaustici e le tecnologie di alterazione della combustione.

### Area informatica
Rientrano in questa categoria i virus informatici, che sono un'arma che permette di danneggiare in modo temporaneo o non un sistema informatico nemico. Questo tipo di arma ha il vantaggio che chi la usa può avere un illimitato accesso a reti informatiche, avendo il vantaggio dell'anonimato.

### Area cinetica
Rientrano in questa categoria tutte quelle armi basate sull'energia cinetica che utilizzano munizioni teoricamente non in grado di causare ferite letali, ad esempio armi con proiettili di gomma (rubber bullet) o legno, cannoni ad acqua, granate spugnose.

## Esempi
- Armi ad aria compressa, utilizzate soprattutto in ambito sportivo;
- il Phaser, che dà sensazioni di calore, sfruttando le microonde;
- iI Multirole Acoustic Stabilized System, che combina un cannone sonoro ad un accecatore laser;
- il Long-range acoustic device, un cannone sonoro che sfrutta le onde acustiche, producendo toni ad altissima intensità che risultano fastidiosi anche a grandi distanze;
- i beanbags (letteralmente sacchetti di fagioli), speciali cartucce con effetto contundente per fucile a canna liscia;
- la flashbang, granata stordente;
- il gas lacrimogeno, che causa forte lacrimazione e bruciore;
- lo spray al peperoncino;
- il debilitatore, congegno che emette particolari suoni e luci capaci di disorientare un essere umano;
- Il BolaWrap, un dispositivo che spara un lazo in kevlar in grado di immobilizzare chi viene colpito.